# Revsnes
Die Revsnes (norwegisch wahlweise für Riffspitze oder Fuchsnase) ist eine Landspitze am westlichen Ende der Insel Revsnesøya in der Lützow-Holm-Bucht an der Prinz-Harald-Küste des ostantarktischen Königin-Maud-Lands.
Norwegische Wissenschaftler benannten sie 1946.